# Woolwich Dockyard

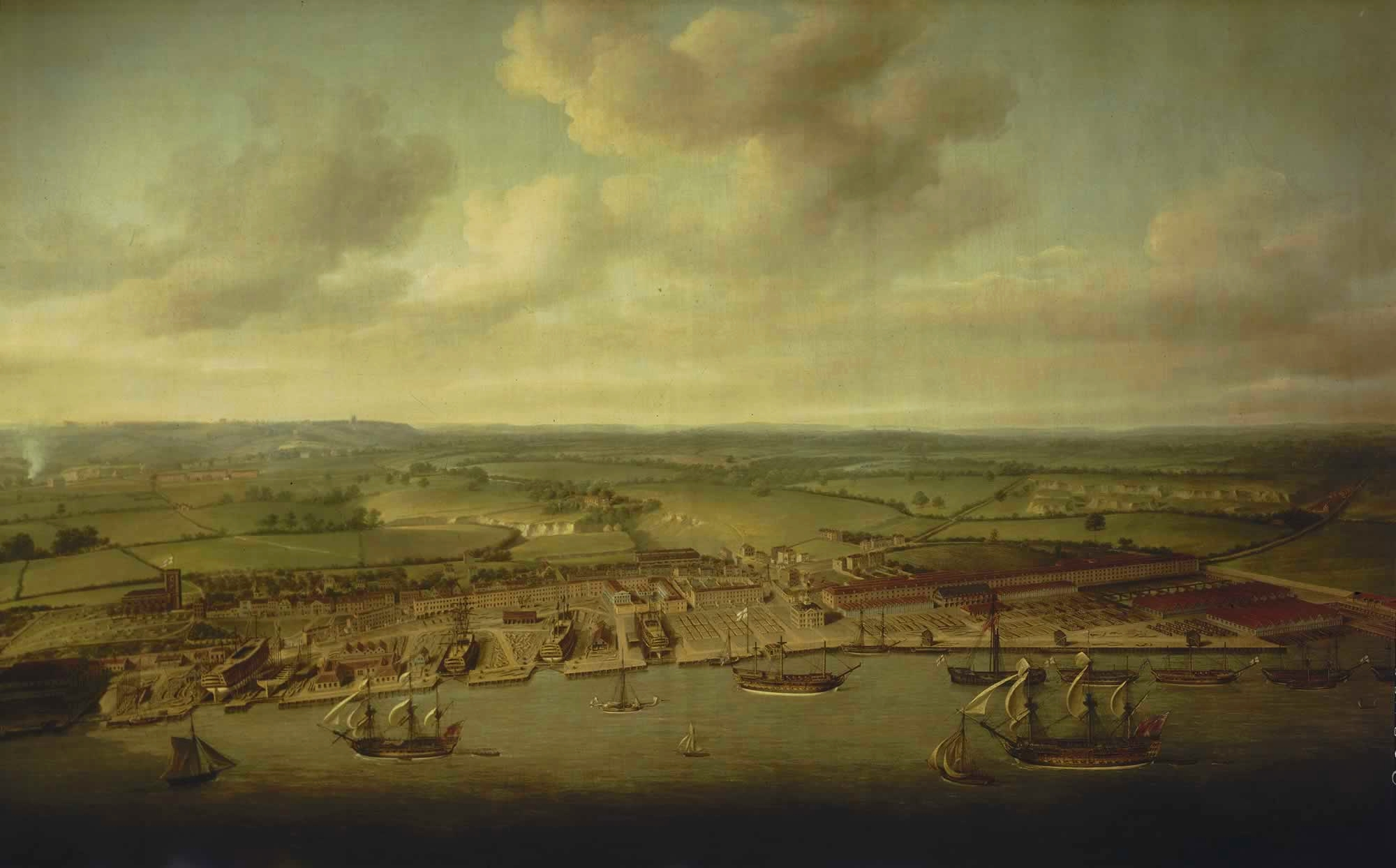
Pintura a óleo"Woolwich Dockyard" da autoria de Nicholas Pocock

O Woolwich Dockyard foi um estaleiro localizado ao longo do rio Thames, onde se construíram muitos navios desde o século XVI ao século XIX.